# Једличе
Једличе (пољ. Jedlicze) град је у Пољској у Војводству поткарпатском. По подацима из 2012. године број становника у месту је био 5782.

## Становништво
| 2012. |
| ----- |
| 5.782 |